# Marathokambos (Gemeindebezirk)
Der Gemeindebezirk Marathokambos (griechisch Δημοτική Ενότητα Μαραθοκάμπου Dimotikí Enótita Marathokámbou) ist einer von zwei Gemeindebezirken der Gemeinde Anatoliki Samos auf der griechischen Insel Samos in der Region Nördliche Ägäis.  Er ist in den Stadtbezirk Marathokambos und vier Ortsgemeinschaften untergliedert.

## Lage
Der mit 86,883 Quadratkilometern flächenkleinste Gemeindebezirk liegt im Südwesten der Insel. Angrenzende Gemeindebezirke sind Karlovasia im Norden und Pythagorio im Osten.

## Geschichte
Die Gemeinde Marathokambos entstand 1997 in Folge der Gemeindereform 1997 durch den Zusammenschluss von bereits seit 1918 bestehenden fünf Landgemeinden (Kinotites κοινότητες). Mit der Verwaltungsreform 2010 ging Marathokambos in der Gemeinde Samos auf, die die gesamte Insel umfasst und in der die ehemalige Gemeinde den Gemeindebezirk Marathokambos (Δημοτική Ενότητα Μαραθοκάμπου Dimotikí Enótita Marathokámbou) bildete. Verwaltungssitz war die gleichnamige Kleinstadt Marathokambos. Durch die Auftrennung der Insel in zwei Gemeinden wurde der Gemeindebezirk der Gemeinde Dytiki Samos zugeschlagen.
| Stadtbezirk Ortsgemeinschaft | griechischer Name               | Code     | Fläche (km²) | Einwohner 2001 | Einwohner 2011 | Einwohner 2021 | Dörfer und Siedlungen                                                                                           |
| ---------------------------- | ------------------------------- | -------- | ------------ | -------------- | -------------- | -------------- | --- |
| Marathokambos                | Δημοτική Κοινότητα Μαραθοκάμπου | 56020201 | 47,903       | 1960           | 1900           | 1682           | Marathokambos, Agia Kyriaki, Velanidia, Isomata, Kambos, Limnionas, Ormos Marathokambou, Paleochori, Sevasteika |
| Kallithea                    | Τοπική Κοινότητα Καλλιθέας      | 56020202 | 17,535       | 0204           | 0136           | 0146           | Kallithea |
| Koumeika                     | Τοπική Κοινότητα Κουμαιίκων     | 56020203 | 08,774       | 0402           | 0376           | 0332           | Koumeika, Velanidia, Ormos Koumeikon                                                                            |
| Neochori                     | Τοπική Κοινότητα Νεοχωρίου      | 56020204 | 06,476       | 0084           | 0062           | 0053           | Neochori |
| Skoureika                    | Τοπική Κοινότητα Σκουραιίκων    | 56020205 | 06,195       | 0187           | 0135           | 0193           | Skoureika, Kambos, Perri, Pefkos                                                                                |
| Gesamt                       | Gesamt                          | 560202   | 86,883       | 2837           | 2609           | 2401           | |